# Виблые (Кобелякский район)

Виблые (укр. Вібли) — село,
Шенгуровский сельский совет,
Кобелякский район,
Полтавская область,
Украина.
Код КОАТУУ — 5321888003. Население по переписи 2001 года составляло 38 человек.

## Географическое положение
Село Виблые находится на расстоянии в 1 км от сёл Шенгуры и Коваленковка.

## Известные люди
- Демченко, Фёдор Васильевич — Герой Советского Союза, похоронен в селе.